# بيتر بيفل
بيتر بيفل (بالتشيكية: Petr Pavel)‏، هو الرئيس المنتخب لجمهورية التشيك. شغل سابقًا منصب رئيس اللجنة العسكرية للناتو من 2015 إلى 2018 ، ورئيس الأركان العامة للقوات المسلحة التشيكية من 2012 إلى 2015.
ترشح بافيل كمستقل، مدعومًا من تحالف SPOLU السياسي وفاز بالجولة الأولى في الانتخابات الرئاسية التشيكية بنسبة 35 في المائة من الأصوات، أيده لاحقًا جميع المرشحين في جولة الإعادة. واصل الفوز في جولة الإعادة ضد أندريه بابيش وحصل على 58 في المائة من الأصوات ليصبح الرئيس المقبل لجمهورية التشيك. تسلم بافيل منصبه في 9 مارس خلفًا للرئيس المنتهية ولايته ميلوش زيمان.

## انظر ايضا
انتخابات الرئاسة التشيكية 2023